# سمك ساحلي

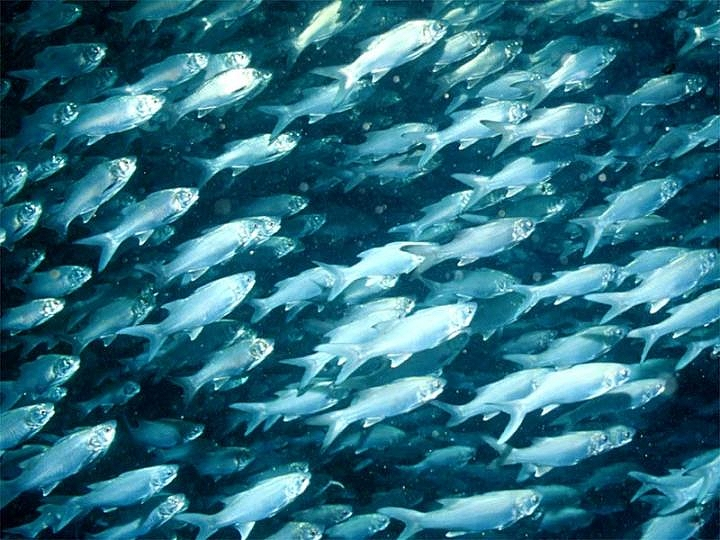
الأسماك خيطية الزعانف، نوع من الأسماك الساحلية.

السمك الساحلي، ويعرف أيضا بالسمك الشاطئي، أو السمك الضحلي. يتواجد في البحر بين خط الشاطئ وحافة الجرف القاري. وحيث أن عمق الجرف القاري لا يقل عن 200 متر فإن أسماك الساحل العائمة عادة ما تكون أسماك ساحلية تستوطن المناطق المشمسة قليلة العمق. قد يتم الخلط بين الأسماك الساحلية والأسماك المحيطية التي تستوطن عمق البحار المتواجدة خلف الأجراف القارية.
تعتبر الأسماك الساحلية الأكثر وفرة في جميع أنحاء العالم، حيث يمكن العثور عليها في الأحواض والمد والجزر والمضايق ومصبات الأنهار وبالقرب من الشواطئ الرملية والسواحل الصخرية وحول الشعاب المرجانية وعلى أو فوق الجرف القاري. تضم الأسماك الساحلية كلا من الأسماك العاشبة والأسماك المفترسة التي تتغذى عليها. تتكاثر الأسماك العاشبة في مياه خط الساحل حيث الكميات الكبيرة من الإنتاج تنتج عن طريق الأمواج ويعمل خط الشاطئ على إخراج المواد المغذية. والبعض منها تقيم بشكل جزئي في الجداول ومصبات الأنهار والخلجان لكن معظمها تكمل دورة حياتها كاملة في المنطقة.

## المستوطنات الساحلية

الجرف القاري العالمي، يظهر في اللون البحري.

تتواجد الأسماك الساحلية على الأجراف القارية التي تمتد من الشواطئ القارية وحوالي الشعاب المرجانية التي تحيط بالجزر البركانية. يمتد إجمالي سواحل العالم 356000 كم (221000 ميل) وتحتل الأجراف القارية ما مجموعه 24.286 مليون كيلومتر مربع (673 9 مليون ميل مربع)، أي ما نسبته 4.8% من المساحة الإجمالية للعالم من510.072 مليون كيلومتر مربع.

## أسماك القناص
أسماك القناص وتعرف أيضا بالأسماك الشاطئية. تعيش بالقرب من الشاطئ وتكون مرتبطة بمنطقة المد والجزر أو مع مصبات الأنهار أو البحيرات أو الشعاب المرجانية أو غابات عشب البحر أو مروج الأعشاب البحرية أو القيعان الصخرية أو الرملية وتتواجد عادة في المياه الضحلة ذات عمق أقل من حوالي 10 أمتار.

### أسماك المد والجزر
أسماك المد والجزر هي الأسماك التي تتحرك داخل وخارج مع المد في منطقة المد والجزر من شاطئ البحر أو يتم العثور عليهرك الصخور أو تحت الصخور.
يمكن لمنطقة المد والجزر في الشواطئ الصخرية أن تحتوي على فجوات عميقة التي تحصر بها أحواض المياه المالحة وتسمى بالأحواض الصخرية. العيش في هذه المستوطنات هي مجتمعات لأنواع النباتات والحيوانات القاسية المتكيفة خصيصا لمواجهة البيئة غير المستقرة حواليها. تتفاعل الحيوانات والنباتات مع بعضها البعض مع الأحواض الصخرية لتشكيل نظم بيئية مصغرة، يمكن للطلاب الوصول إليها بسهولة كما تشكل عامل جذب للأطفال.
 يمكن لنباتات مثل الطحالب البحرية، والكائنات المجوفة كشقائق النعمان، والمفصليات، والرخويات كالبطليموس وحلزون البحر أن تستوطن الأحواض الصخرية بشكل دائم، ولكن معظم حيوانات الأحواض الصخرية مثل سرطان البحر والروبيان والأسماك تستوطن الأحواض بشكل مؤقت، ساكنة فيها فقط حتى يأخذها المد التالي إلى مكان آخر.
بعض أسماك الأحواض الصخرية التي تستوطن الأحواض بشكل مؤقت متضمنا عقرب البحر وسمكة الدودة الأنبوبية وسمكة جوبي الصخرية وسمكة لامبرسوكر. وعلى كل حال فإن بعض أسماك الأحواض الصخرية هي أسماك محلية في الطبيعة وستظل في نفس الأحواض لفترات ممتدة، ومن أمثلة ذلك سمك البليني وقريبه سمك الزبيدي الأطلسي.
- يتواجد سمك البليني في المياه الشمالية المعتدلة، حيث تختبئ أسفل الصخور وفي شقوق الأحواض الصخرية عندما ينحسر الموج. تتغذى أسماك البليني على الأعشاب البحرية الخضراء واللافقاريات مثل البرنقيل، ويمكن لها أن تزحف ببطء في الأراضي الجافة مستخدمة زعنفيها المقترين. يصل طول سمك البليني حوالي 16 سم، وتملك جلدا ناعما دون قشور ومغطاة بالوحل، حيث يمنع الوحل أن تصاب الأسماك بالجفاف إذا ما تقطعت بهم السبل على الشاطئ بين المد والجزر، وبهذا تستطيع التنفس خارج الماء طالما بقي جلدها رطبا. تسمى أسماك البليني أحيانا بضفادع البحر لأنها تتدفأ على الأعشاب خارج الماء وكالضفادع تتقافز أسماك البليني إلى أماكن آمنة عندما تضطرب. تستطيع هذه الأسماك تغيير ألوانها حتى تتناسب مع الأشياء المحيطة بها. تضع أنثى البليني بيضها في الشقوق أو أسفل الصخور ويحرس الذكر البيض حتى تفقس. وفي فصل الشتاء عندما تصبح الرياح شديدة، تنتقل الأسماك من الأحواض الصخرية إلى المياه الضحلة. تملك أسماك البليني أسنانا قوية وقد تعض الإنسان إذا شعرت بالتهديد.[4]
- سمكة جوبي الصخرية هي سمكة صغيرة يتراوح طولها حوالي 12 سم، وتتواجد في المياه الشاملية المعتدلة، ملونة بالأسود مع بقع بيضاء، وتختبئ أسفل الصخوروبين الأعشاب البحرية. يعيش سمك الجوبي بشكل مؤقت في الأحواض الصخرية عندما ينحسر الموج. تضع أنثى سمك الجوبي بيضها أسفل الصخور والأصداف ويعمل ذكرها على حراسة البيض حتى تفقس. تزور أسماك الجوبي البالغة عاما واحدا الأحواض الصخرية عادة عندما تغادر الأسماك الأكبر عمرا.
- عقرب البحر طويل الأشواك هي سمكة عنيفة يصل طولها إلى 29 سم، وهي إحدى الكائنات التي تستوطن الأحواض الصخرية بشكل جزئي. تملك عيون سوداء كبيرة وفم كبير وأربعة أشواك طويلة-اثنتين على كلا الجانبين للغطاء الخيشومي- اللاتي يبرزن عندما تُخرج السمكة من الماء. كما تملك أيضا عضوا يشبه الإصبع على كلا جانبين الفم والتي تساعدها على اصطياد الفرائس. ونظرا لحجم رأسها الكبير تسمى سمكة عقرب البحر أيضا ب«الرأس الضخم» أو «البلهد». تملك سمكة عقرب البحر ألوان تمويه فعالة متنوعة تتراواح ما بين ظلال اللون البني مع بقع كريمية إلى برتقالي وأحمر مع بقع بيضاء، كما وتستطيع تغيير لونها حتى تتناسب مع المحيطات حولها. تتواجد سمكة عقرب البحر طويلة الأشواك حول سواحل شمال أوروبا في المياه الصخرية الضحلة مختبئة بين الأعشاب البحرية. كما يمكن أن تتواجد أيضا في الأحواض الصخرية وأحيانا في الماء على عمق 30 مترا. تضع سمكة عقرب البحر بيضها بين أعشاب البحر أو تلصقها في شقوق الصخور.تفقس صغارها بعد أسبوعين أو ثلاثة وتمر بعد ذلك بمراحل تطور متنوعة قبل أن تصل إلى مرحلة النضوج.
- سمك أرنب البحر في المياه الشمالية المعتدلة، وتعيش في قاع البحر، وتستوطن الأحواض الصخرية بشكل مؤقت في أواخر الشتاء وبدايات الربيع عندما تتكاثر. جسم سمك أرنب البحر غير مغطى بالقشور وإنما بنتوءات صغيرة. تملك سمكة أرنب البحر إسطوانة مص كبيرة على الجانب السفلي منها والتي تستخدمها للتمسك بالسطوح. اللون الطبيعي للسمكة هو أزرق إلى رمادي وتستطيع التموه حتى تبدو مثل الصخور تماما. سمك أرنب البحر بدينة، حيث تبدو أشبه بالكرة، كما وإنها سباحة غير ماهرة، تصل إلى طول 50 سم. بعدما تضع أنثى أرنب البحر بيضها، يأخذ الذكر دوره حيث يتشبث بصخرة ويحرس البيض. وعندما تفقس تبدو مثل شراغيف صغيرة. تظل الصغار في المياه الضحلة والأحواض الصخرية، حيث تختبئ بين الأعشاب البحرية والصخور حتى تكبر.